# Bucculatrix platyphylla
Bucculatrix platyphylla är en fjärilsart som beskrevs av Braun 1963. Bucculatrix platyphylla ingår i släktet Bucculatrix och familjen kronmalar. Inga underarter finns listade i Catalogue of Life.